# 新浦站 (咸镜南道)
新浦站（韓語：신포역）是朝鮮民主主義人民共和國咸鏡南道新浦市的一個鐵路車站，属于平罗线。

## 邻近车站
平罗线
丰渔站 - 新浦站 - 阳化站